# Per-Henrik Nyman
Per-Henrik Nyman, P.H. Nyman, född 6 mars 1927 i Åbo, död 11 mars 2015, var en finländsk journalist och politiker. 
Nyman var 1947–1950 redaktör vid Åbo Underrättelser och 1950–1953 vid Västra Nyland, 1953–1959 redaktionssekreterare och 1974–1982 chefredaktör för Borgåbladet. Han var 1960–1974 anställd bland annat vid Sparbanksförbundet i Finland och vid Rundradion, där han 1948–1974 frilansade som bland annat idrottsreporter. Han var 1977–1982 ordförande i stadsfullmäktige i Borgå och 1982–1990 stadsdirektör. Han var representant för Svenska folkpartiet i Finlands riksdag 1987–1991 och ordförande för Svenska pensionärsförbundet 2003–2005. Han tilldelades stadsråds titel 1999.